# Meva (továrna)
Meva byl podnik, jehož název byl spojen s firmou z Prahy-Smíchova a sídlo s firmou z Roudnice nad Labem.

## Roudnice nad Labem
Firma S. Mestitz & Sohn byla založena v roce 1861. Začátkem roku 1892 byl zapsán nový předmět podnikání: obchod se skleněným a porcelánovým zbožím. Od 1. července 1893 bylo obchodní podnikání firmy bylo změněno tak, že místo obchodu se železným, skleněným a porcelánovým zbožím začal obchod se zbožím bez omezení na některé artikly. V roce 1893 firma poptávala učně židovského vyznání se znalostí němčiny a češtiny do obchodu (železářství). Dne 28. září 1896 zemřel Salomon (Šalamoun) Mestitz, který žil už v roce 1878 v Roudnici nad Labem. Dne 5. ledna 1897 byl okresním soudem v Litoměřicích vymazán z firmy S. Mestitz & Sohn a zároveň byl do firmy zapsán Emil Mestitz. Dne 18. července 1890 vystoupil z firmy Reichmann & Mestitz dosavadní společník Emanuel Reichmann. Do obchodního společenstva vstoupil Jindřich Mestitz.
V roce 1908 nabízela firma galvanické pokovování. Dne 10. června 1909 byla firma přeměněna na společnost s ručením omezeným s plně splaceným kapitálem jeden milion korun a její předchozí majitelé, pánové Heinrich Mestitz a Emil Mestitz byli jmenováni jednateli. Na podzim roku 1911 byl odhalen podvod účetního, který zapisoval do účetních knih částky, které byly vyšší než výplaty, které vyplácel. V roce 1912 byl ustanoven Artur Mestitz jako jednatel.
Společnost S. Mestitz und Sohn, výrobce patentovaného vysavače „ATOM“, získala za své služby pro průmysl právo nést ve svém štítu a pečeti císařského orla. V Německu prodávala vysavače firma Atom Bertriebsgesellschaft m. b. H. Reklama sdělovala, že k obsluze byli zapotřebí pouze 2 lidé: jeden vedl sací hadici a druhý otáčel klikou zařízení. Otáčení nebyla namáhavá práce a byla zde možnost vystřídání. Vyráběly se i vysavače s elektrickým pohonem. Produkty společnosti byly vyváženy do všech částí světa. V roce 1914 firma vyráběla elektrické vysavače nabízené pod obchodním názvem Taifun.
Veškeré obchodní podíly firmy S. Mestitz a syn, s.r.o. v Roudnici koupila firma Meva, akciová společnost pro průmysl zbožím kovovým 
Dne 16. října 1925 byla vymazána z obchodního rejstříku firma S. Mestitz a syn, společnost s ručením omezeným.

## Praha - Smíchov
V roce 1890 založil Josef Kunzer na rohu dnešních ulic Plzeňská a Poděbradova (dnes Kováků) v Praze-Smíchově dílnu, ve které se vyrábělo plechové a lakované zboží. V roce 1896 jmenoval Josef Kunzer do čela své malé společnosti Josefa Oplatka.
Dne 21. října 1898 koupila firma Aktiongesellschaft für Metallwarenindustrie podnik Josefa Kunzera. Vicepresidentem firmy byl Dr. Karel Hernhauser.
V letech 1912-1913 byla na pozemku postavena nová budova dle projektu Ing. Bohdana Bečky.
V oboru působnosti byla firma největší v Rakousku-Uhersku. Za první světové války se firma podílela na válečných dodávkách ve výši 20,7 milionů Korun, což ji řadilo na 125. místo v žebříčku dodavatelských firem v Rakousku-Uhersku. Josef Oplatek, ředitel podniku Mewa, byl prezidentem Sdružení rakousko-uherských továren na kovoobrábění.
Na den 20. července 1916 byla svolána mimořádná valná hromada, na které bylo oznámeno získání veškerých obchodních podílů firmy S. Mestitz a syn, s.r.o. v Roudnici. Na nákup podílů firmy S. Mestitz a syn, s.r.o. v Roudnici byl použit výtěžek z nové emise akcií.
Na konci roku 1920 bylo zřízeno obchodní zastoupení firmy v Montevideu (Uruguay).
Dne 20. května 1921 se firma změnila název na Meva, akciová společnost pro průmysl zbožím kovovým. Firma měla tyto závody: Praha-Smíchov, Roudnice nad Labem, Kralupy nad Labem, Nové Strašecí, Jablonec, Karlovy Vary, Břežanky a Vilímov. V Rakousku měla firma závody v městech Brunn, Krems, Schwarzenberg; v Německu ve městě Lössnitz.
Na 5. dubna 1922 byla svolána ustanovující valná hromada společnosti TAKO, akciové společnosti pro výrobu zámečnického a kovového zboží. Mezi koncesionáře patřila kromě České komerční banky také Meva a ředitel Mevy Jindřich Freund. Předsedou správní rady se stal Josef Oplatek, generální ředitel Mewy. Podobným podnikem bylo založení akciové společnosti Progress v roce 1931.
Jedním ze zástupců firmy v Rakousku se stal Jindřich Mestitz.
Jindřich Freund, ředitel Mewy, byl zapleten do úplatkářské aféry ministerského rady Ludvíka Litzmanna, který porušoval Zadávací řád tím, že zadával zakázky ministerstva pošt a telegrafů bez soutěže. Jindřich Freund přiznal předání peněz, dle jeho výpovědi šlo o bonus za přestup Ludvíka Litzmanna ze státních služeb do firmy Mewa. U soudu skončila také dodávka 3 000 sudů pro Lihový syndikát, který nechtěl za dodávku zaplatit.
V roce 1926 nebyly akcionářům opět vyplaceny dividendy.
V roce 1928 proběhla jednání se „zájemníky" ve věcí transformační stanice umístěné v budově č.p. 213, která byla „všeužitečným podnikem elektrickým"
V roce 1929 opustil Josef Oplatek funkci generálního ředitele Mevy a zároveň byl zvolen viceprezidentem. Z titulu bývalé funkce generálního ředitele byl předvolán k soudu, aby objasnil spor penzijního spolku zaměstnanců firmy a firmy Meva. Bývalý ředitel Arnošt Pick přiznal, že firma měla vkladní knížku penzijního spolku a s penězi volně nakládala. Penzijní spolek byl založen jako Spar- und Hilfskassa der Beamten der „Mewa" Aktien-Gesellschaft für Metallwaren-Industrie in Prag-Smichow, registrierte Genossenschaft mit beschränkter Haftung a v roce 1920 nastoupil do představenstva Emil Mestitz.
Dne 8. srpna 1931 byla zastavena výroba a propuštěno 500 zaměstnanců. Důvodem byly vysoké zásoby zboží. Odstávka měla být využita k reorganizaci, tj. vyřazení některých produktů z výroby. O měsíc později se v tisku objevily spekulace o obnovení výroby s polovičním počtem zaměstnanců.
Na začátku listopadu 1933 vypověděla firma Meva kolektivní smlouvu.
Dne 1. srpna 1934 prodala firma výrobní objekty na Smíchově, protože soustředila svou výrobu do Roudnice nad Labem.
Sortiment firmy obsahoval plechovky, sudy, konve, voznice, kuchyňské potřeby jako lisy na ovoce a lisy k mačkání brambor, ždímačky prádla poháněné proudem vody, podnosy, lihové a petrolejové vařiče, poštovní schránky, kuřácké soupravy, galanterní zboží, větruvzdorné lucerny a pokovení předmětů vlastní i cizí výroby.[zdroj?]
Specialitou firmy byly popelářské vozy, vyklápěcích zařízení k popelářským vozům a popelnice samotné. Město Praha zakoupilo v roce 1928 11 tisíc popelnic. Dále v roce 1930 zakoupilo od firmy Meva vyklápěcí zařízení za 1 milion Korun českých. Také připravovalo výměnu 90 % z celkového množství 50 tisíc popelnic, aby byla zajištěna kompatibilita s vyklápěcím systémem Schmidt - Melmer. Součástí smlouvy byla záruka firmy, že kromě pozinkování bude výroba probíhat v Praze.
Ve stejném roce zakoupilo město Jihlava 800 popelnic a vůz k odvozu odpadu. K městům jako Brno či Moravská Ostrava se k nákupu popelářských vozu přidala i Olomouc. Vyčlenila částku 320 000 Korun na zakoupení čtyř vozů a provozovala odvoz odpadků ve vlastní režii. Soukromá firma, která do roku 1940 provozovala odvoz odpadků, nemohla konkurovat těsným vozům, ze kterých se nešířil zápach a neunikal prach.
Ředitelství firmy sídlilo v Paláci Fénix na Václavském náměstí v Praze. V roce 1937 se v kancelářích firmy rozšířil požár.

## Po 2. světové válce
MEVA, závody na výrobu plechového zboží, národní podnik byl zřízen podle vyhlášky č.1284 ministra průmyslu ze dne 7. března 1946 uveřejněné v Úředním listě republiky československé ze dne 17. května 1946 částka č. 85, na str. 1019, a podle listiny ministra průmyslu ze dne 7. března 1946, čj. IV/4-214.408/ 46. Dnem vzniku národního podniku byl 1. leden 1946.
Dne 2. listopadu 1948 se začlenila majetková podstata firmy MEVA do MEVA - Chotěbořské kovodělné závody, národní podnik.
Dne 1. ledna 1950 byly z majetkové podstaty firmy MEVA - Chotěbořské kovodělné závody, národní podnik vyčleněny tyto závody: 1. Roudnice nad Labem, 2. Střekov, 3. Hostivař (Mareš, autogenní závody), 4. Chomutov, 5. Ústí nad Labem (Jan Langecker), 6. Ostrava (závod Palaček a spol.), 7. Podmokly (Monos, továrna na formy na čokoládu) (Adolf Fritche a spol.) a zřízen Vyhláškou č. 1978 ministra průmyslu ze dne 25. července 1949 MEVA, národní podnik.[zdroj?]
K podniku Meva byl dále přičleněn závod v Teplicich-Sobědruhách a závod v Telnici.
Mezi artikly firmy Meva patřily uzavíratelné konve na hořlavé hmoty. Firma nabízela systémovou řadu propan-butanových vařičů Mevar: Solo, Turist, Camp, Sektor, lampu Brillant a teplomet Ardent.

## Po roce 1989
Dne 5. května 1992 byla zřízena společnost MEVA a.s.